# RS-812
Pour les articles homonymes, voir Route 812.
La RS-812 est une route locale du Nord-Est de l'État du Rio Grande do Sul qui relie la municipalité de Farroupilha à son district de Salto Ventoso. Elle est longue de 10,570 km.